# Cycloptera falcifolia
Cycloptera falcifolia är en insektsart som beskrevs av Walker, F. 1870. Cycloptera falcifolia ingår i släktet Cycloptera och familjen vårtbitare. Inga underarter finns listade i Catalogue of Life.